# Achille Rouga
Achille Rouga (ur. 20 czerwca 1987 w Parakou) – piłkarz beniński grający na pozycji obrońcy.

## Kariera klubowa
Karierę piłkarską Rouga rozpoczął w juniorach Stade Rennais. Zawodnikiem tej drużyny był od 2002 do 2008 roku, ale nie przebił się do składu pierwszej drużyny. Latem 2008 roku odszedł do amatorskiego zespołu FC Flers. Z kolei w 2009 roku przeszedł do holenderskiego Unitas'30.

## Kariera reprezentacyjna
W reprezentacji Beninu Rouga zadebiutował w 2008 roku. W 2008 roku został powołany do kadry na Puchar Narodów Afryki 2008, jednak nie rozegrał na nim żadnego spotkania.